# Rudolf Faluvégi
Rudolf Faluvégi, (né le 9 janvier 1994 à Budapest) est un handballeur hongrois qui joue pour Cesson Rennes Métropole Handball et l' équipe nationale hongroise.

## Avec Nantes (2017-2018)
L'aventure au HBC Nantes se termine. Arrivé en juillet 2017, Rudolf Faluvégi s'était vite intégré et réalisait un bon début de saison 2017-2018.
Une année 2018 malheureusement tronquée par une lourde blessure à l'épaule, qui l'écartait des terrains pendant plusieurs mois. En quête de temps de jeu, un accord a été trouvé entre le HBC Nantes et le Cesson-Rennes Métropole Handball,